# Vier kleine Mädchen
Vier kleine Mädchen ist ein US-amerikanischer Dokumentarfilm aus dem Jahr 1997. Regie, Drehbuch und Produktion übernahm Spike Lee, der mit dieser Arbeit zum ersten Mal das Genre der Spielfilme verließ. Der Film dreht sich um den Bombenanschlag auf eine Baptistenkirche in Birmingham, Alabama am 15. September 1963, bei dem vier Mädchen im Alter von 11 und 14 Jahren ums Leben kamen.

## Handlung
Spike Lee beschäftigt sich in seinem Film mit den Folgen des Attentats und lässt die Familienangehörigen und Freunde der vier getöteten Mädchen zu Wort kommen. Ebenso erzählen Nachbarn, Mitglieder der Baptistengemeinde und einige Lehrer der getöteten Mädchen ihre Erinnerungen. Lee interviewt außerdem den Fernsehjournalisten Walter Cronkite und den Bürgerrechtler Jesse Jackson zu den Themen Bürgerrechte, Rassenhass und Integration. Er zeigt alte und neuere Interviews mit George Wallace, der sich als alter Mann für seine rassistische Einstellung zu rechtfertigen versucht. Der Regisseur blendet Archivmaterial der Bürgerrechtler Martin Luther King und Ralph Abernathy, des Politikers Eugene „Bull“ Connor und der Sängerin Mahalia Jackson ein.

## Hintergrund

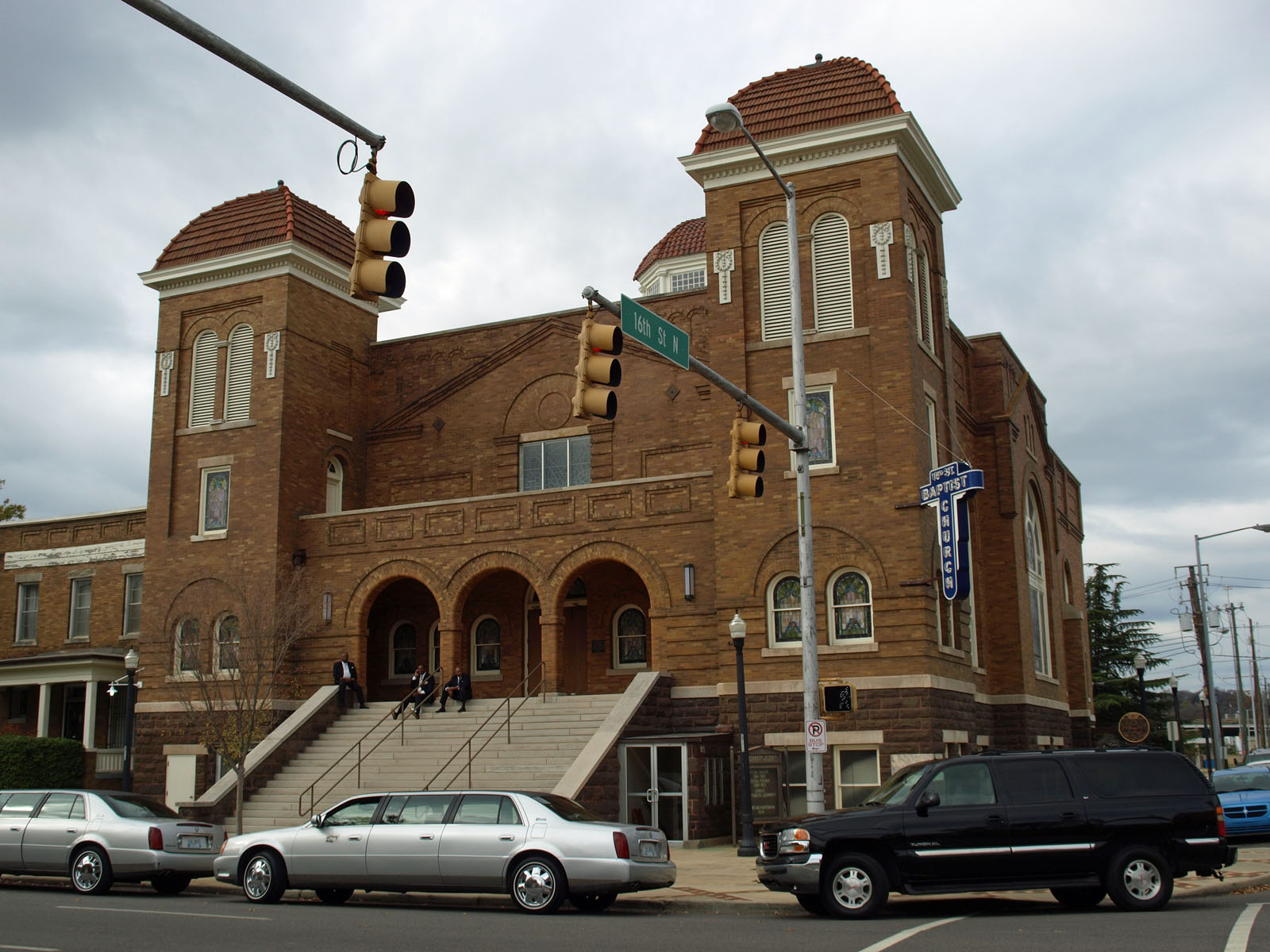
Die 16th Street Baptist Church im November 2011

Am 15. September 1963 explodierte während des morgendlichen Gottesdienstes in der 16th Street Baptist Church in Birmingham im US-Bundesstaat Alabama eine Bombe. Der Anschlag, für den Robert Chambliss, ein Mitglied des Ku-Klux-Klan, angeklagt und zunächst freigesprochen wurde, forderte vier Todesopfer und 23 Verletzte. George Wallace, der damalige Gouverneur, geriet in die Kritik, ihm wurde von Bürgerrechtsaktivisten vorgeworfen, an dem Attentat mitschuldig zu sein. Wallace hatte wenige Tage vor dem Anschlag in einem Interview mit der New York Times erklärt, man bräuchte „ein paar erstklassige Todesfälle“ (a few first-class-funerals). Zur Aufklärung und Aufarbeitung des Falles kam es aber erst ab 1970, als Bill Baxley Attorney General von Alabama wurde. Baxley forschte nach und fand heraus, dass viele Beweise gegen Robert Chambliss zurückgehalten worden waren. Chambliss wurde daraufhin 1977 erneut vor Gericht gestellt und wegen Mordes zu einer lebenslänglichen Haftstrafe verurteilt. Ein weiterer Beteiligter an dem Bombenanschlag, Bobby Cherry, erhielt 2002 ebenfalls eine lebenslange Haftstrafe.

## Musik
Für die Musik zeichnete Terence Blanchard verantwortlich. Als Titellied wählte Lee das 1964 von Richard Fariña geschriebene und von Joan Baez eingesungene Birmingham Sunday, in dem Fariña der Katastrophe und ihren Opfern namentlich gedenkt.

## Kritiken
Janet Maslin schrieb in ihrer Rezension in der New York Times, der Film sei „stark und eindringlich“ sowie „höchst bemerkenswert“. Maslin lobt Spike Lee für dessen „knappen, geradlinigen Dokumentationsstil, der nichts von seiner gewohnten Klarheit und seinem Feuer verliert“.

## Auszeichnungen und Nominierungen
Vier kleine Mädchen war im Jahr 1998 beim Acapulco Black Film Festival für den Black Film Award nominiert und erhielt im selben Jahr den Broadcast Film Critics Association Award als „Bester Dokumentarfilm“. Bei der Oscarverleihung 1998 war der Film in der Kategorie „Dokumentarfilm“ ebenfalls nominiert. Erfolgreich war der Film außerdem bei den Satellite Awards 1997, wo er als „Bester Dokumentarfilm“ ausgezeichnet wurde. 2017 erfolgte die Aufnahme in das National Film Registry.